# Banks (Arkansas)
Banks es un pueblo ubicado en el condado de Bradley, en el estado estadounidense de Arkansas. En el Censo de 2010, tenía una población de 124 habitantes, y una densidad poblacional de 124,35 personas por kilómetro cuadrado.

## Geografía
Banks se encuentra ubicado en las coordenadas 33°34′33″N 92°16′2″O / 33.57583, -92.26722. Según la Oficina del Censo de los Estados Unidos, Banks tiene una superficie total de 1 km², de la cual 1 km² corresponde a tierra firme y (0 %) 0 km² es agua.

## Demografía
Según el censo de 2010, había 124 personas residiendo en Banks. La densidad de población era de 124,35 hab./km². De los 124 habitantes, Banks estaba compuesto por el 87.9 % de blancos, el 7.26 % de negros, el 0 % de amerindios, el 1.61 % de asiáticos, el 0 % de isleños del Pacífico, el 3.23 % de otras razas, y el 0 % de dos o más razas. Del total de la población, el 3.23 % eran hispanos o latinos de cualquier raza.